# プラスティック・ラヴ
「プラスティック・ラヴ」（PLASTIC LOVE）は、竹内まりやの楽曲であり、1984年4月25日にリリースされたアルバム『VARIETY』収録曲。アルファ・ムーン（現・ワーナーミュージック・ジャパン）より発売された。

## 解説
「プラスティック・ラヴ」は、レーベル移籍後初のリリースとなった1984年発売の6thアルバム『VARIETY』収録曲として発表された。
竹内が作詞・作曲を手がけ、アレンジ・プロデュースに山下達郎を迎えて制作されており、山下はギター演奏も行い、 中西康晴（エレクトリック・ピアノ）、伊藤広規（ベース）、青山純（ドラムス）らによる演奏とともに竹内の歌唱を支えている。歌詞は「都会暮らしの若い女性による自由恋愛」という極めてフィクショナルなテーマを独自のセンスで描いている。

## 反響
発売当時のレコードの売上は1万枚以下であったが、竹内がリリースした作品の中でも特別な人気を誇る楽曲で、「souvenir」（2000年）「souvenir again」（2010年）とライブでは高頻度で演奏され、プロデューサーの山下も自身のライブでカバーしている。

## 海外でのブーム
2010年代後半、80年代の日本のシティ・ポップやファンク再評価の波が海外で起こり、無数のリミックスやリエディット動画もアップされた。シティ・ポップ再評価の背景には、4chanやReddit経由で広まったヴェイパーウェイヴも大いに関係している。「プラスティック・ラヴ」人気のきっかけは2017年7月、YouTubeにて非公式にアップロードされた同曲の動画が2400万回以上の再生回数を記録したことで、この動画のコメント欄に英語のコメントが集まり、海外のリスナーの多さがうかがえた。
フューチャー・ファンクのジャンルで定番となり、無数のリミックスやリエディット（「再編集」の意）がネット上にアップロードされたほか、放送局などを傘下に持つカナダの大手デジタルメディアであるヴァイス・メディアの音楽サイトであるノイジーなど海外メディアでも取り上げられ、1980年代の日本のシティ・ポップ再評価の動きのポップ・アイコンとしてマニアックなDJの間でブームとなり、このブームを受け、竹内の所属レコード会社であるワーナーミュージック・ジャパン公式YouTubeチャンネルからも、楽曲の再解釈として新たな表現が加えられたプロモーション・ビデオが投稿された。

## プロモーション・ビデオ
発表から35年の2019年、海外での人気を受けてプロモーション・ビデオが制作され、ビデオはまず竹内のライヴ・ドキュメンタリー映画『souvenir the movie 〜MARIYA TAKEUCHI Theater Live〜』のアンコール上映にあわせて同年5月17日にYouTubeにて「ショートバージョン」が公開され、2021年11月にはプロモーション・ビデオの「フルバージョン」が同じくYouTubeにて公開された。
監督は映像クリエーターの林響太朗が務め、同楽曲の世界を新たな解釈で映像化した。
なお、プロモーション・ビデオには女優の仁村紗和と俳優の上杉柊平が出演している。

## タイアップ
2014年に、CS放送の女性チャンネル♪LaLa TV オリジナル・ドラマ『私たちがプロポーズされないのには、101の理由があってだな』の主題歌に採用された。

## 12インチ・シングル
1985年3月25日に「PLASTIC LOVE (EXTENDED CLUB MIX)」が、12インチ・シングル盤としてリカットされた。デジタル4トラック・レコーダーを使ってエディットされている。当時発売されたばかりのサンプリング・マシンを使って、2日がかりで作られた。曲中には『もう一度』の一節が挿入されている。
カップリングに収録の “NEW RE-MIX” は、「オリジナル・バージョン」より楽器編成がシンプルな別ミックスであり、両曲とも2014年にリリースしたアルバム『VARIETY -30th Anniversary Edition-』にボーナス・トラックとして収録された。
2021年11月3日には、カップリングを “NEW RE-MIX” からアルバム『VARIETY』に収録されている「オリジナル・バージョン」へ差し替えたものが、完全生産限定盤として発売され、リリースから36年の時を経て、初のオリコンTOP10入りとなった。
| 全作詞・作曲: 竹内まりや、全編曲: 山下達郎。 |                                      |            |            |      |
| #                                            | タイトル                             | 作詞       | 作曲・編曲 | 時間 |
| A.                                           | 「PLASTIC LOVE (EXTENDED CLUB MIX)」 | 竹内まりや | 竹内まりや | 9:15 |
| B.                                           | 「PLASTIC LOVE (NEW RE-MIX)」        | 竹内まりや | 竹内まりや | 4:51 |

| 全作詞・作曲: 竹内まりや、全編曲: 山下達郎。 |                                      |            |            |      |
| #                                            | タイトル                             | 作詞       | 作曲・編曲 | 時間 |
| A.                                           | 「PLASTIC LOVE (Extended Club Mix)」 | 竹内まりや | 竹内まりや | 9:15 |
| B.                                           | 「PLASTIC LOVE (Original Version)」  | 竹内まりや | 竹内まりや | 4:53 |

## レコーディング・メンバー
- 山下達郎 - Electric Guitar, Acoustic Piano, Keyboards, Percussion & Background Vocals
- 中西康晴 - Electric Piano
- 伊藤広規 - Electric Bass
- 青山純 - Drums
- 数原晋 - Trumpet
- 横山均 - Trumpet
- 粉川忠範 - Trombone
- 及川芳雄 - Trombone
- 村岡健 - Tenor Sax
- 砂原俊三 - Baritone Sax
- アーニー・ワッツ - Tenor Sax Solo
- 加藤グループ - Strings
- 竹内まりや -  Background Vocals
- 大貫妙子 - Background Vocals

## 収録作品
| タイトル                                           | 発売日         | 備考 |
| -------------------------------------------------- | -------------- | --- |
| アルバム『VARIETY』                                | 1984年4月25日  | 初出。 |
| シングル「夢の続き ('89 remix)」                   | 1989年9月10日  | 8cmCDとして再発された際に新たにカップリング曲として「PLASTIC LOVE (EXTENDED CLUB MIX)」を収録。                                         |
| ライブ・アルバム『Souvenir〜Mariya Takeuchi Live』 | 2000年11月22日 | |
| シングル「真夜中のナイチンゲール」                 | 2001年2月28日  | カップリング曲としてライブ・アルバム『Souvenir〜Mariya Takeuchi Live』収録のライブ・ヴァージョンとオリジナル・カラオケ音源の2曲を収録。 |
| ベスト・アルバム『Expressions』                    | 2008年10月1日  | |

## カバー
| アーティスト         | 収録作品                                                               | 発売日         | 備考 |
| -------------------- | ---------------------------------------------------------------------- | -------------- | --- |
| アニタ・ムイ         | アルバム『烈燄紅唇』                                                   | 1987年12月     | 広東語版「尋愛」、中国語版「找愛的人」 |
| 山下達郎             | ライブ・アルバム『JOY/TATSURO YAMASHITA LIVE』                         | 1989年11月1日  | |
| 大西結花             | アルバム『ONE WAY CALL』                                               | 1991年7月25日  | |
| マリリン・マーティン | コンピレーション・アルバム『Sincerely...〜Mariya Takeuchi Songbook〜』 | 2002年7月10日  | |
| 星村麻衣             | CDシングル「素直になれない」                                           | 2005年9月14日  | |
| 星村麻衣             | アルバム『Joyful』                                                     | 2006年1月25日  | |
| 9m88                 | 7インチ・シングル「九頭身日奈 (Nine Head Hinano)」                     | 2017年12月20日 | 台北生まれ、ニューヨーク在住のアーティスト・9m88のアナログ・シングルのカップリングに収録。 台湾のレーベル2manyminds Recordsよりリリース。 |
| Friday Night Plans   | 配信リリース                                                           | 2018年12月5日  | Tepppei(Teppei Kakuda)がプロデュースを担当。                                                                                              |
| tofubeats            | 配信リリース                                                           | 2019年1月23日  | |
| Emma Hazy Minami     | カバー・アルバム                                                       | 2019年10月16日 | |
| DEEN                 | カバー・アルバム『POP IN CITY 〜for covers only〜』                    | 2021年1月20日  | |
| eill                 | アナログ盤「プラスティック・ラブ/夢の続き」                            | 2021年9月8日   | 映画「先生、私の隣に座っていただけませんか?」主題歌                                                                                       |
| クレイジーケンバンド | カバー・アルバム『好きなんだよ』                                       | 2021年9月8日   | |
| Juice=Juice          | シングル「プラスティック・ラブ/Familia/Future Smile」                  | 2021年12月22日 | |
| Ms.OOJA              | カバー・アルバム『流しのOOJA 2 ～VINTAGE SONG COVERS～』               | 2022年9月21日  | |
| 降幡愛               | カバー・アルバム『Memories of Romance in Driving』                     | 2022年9月28日  | |